# La Hallotière
La Hallotière è un comune francese di 153 abitanti situato nel dipartimento della Senna Marittima nella regione della Normandia.

## Società

### Evoluzione demografica
Abitanti censiti